# Hedwig Nottebohm

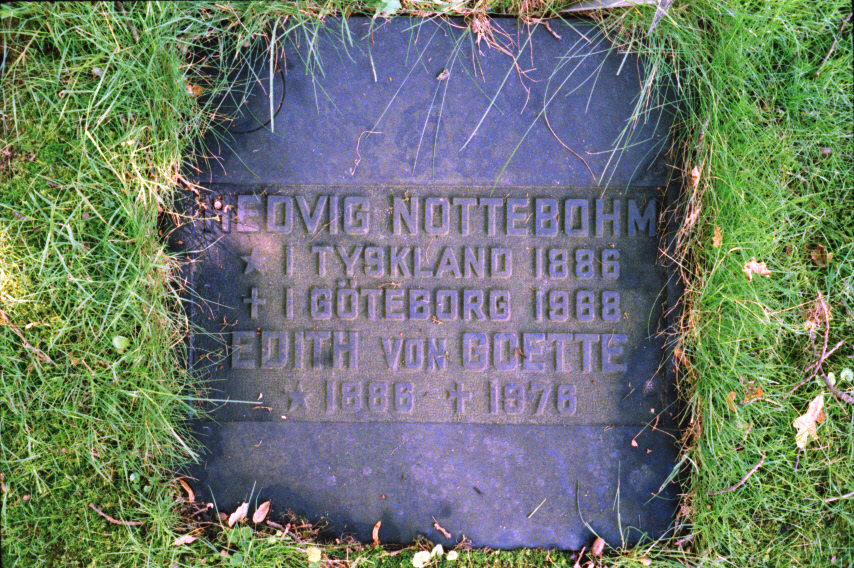
Grab von Hedwig Nottebohm und Edith von Goette in Göteborg

Hedwig Nottebohm (* 25. September 1886 in Paderborn; † 15. November 1968 in Göteborg) war eine deutsche Ausdruckstänzerin, Gymnastin und Tanzlehrerin. Sie gründete 1915 in Halle (Saale) vermutlich die erste Ausdruckstanzschule in Deutschland nach dem Vorbild der Schule für Rhythmische Gymnastik in Dresden-Hellerau.

## Kindheit und Ausbildung
Die Eltern Nottebohms stammten aus Paderborn. Später zogen der Regierungsrat Karl Ernst Nottebohm (9. Oktober 1850 – 13. Januar 1936, Halle) und seine Frau Helene Wiepking (25. Dezember 1843 – 26. Februar 1927, Halle) mit ihren mindestens drei Kindern nach Magdeburg und anschließend nach Halle. An beiden Orten besuchte Hedwig Nottebohm das Lyzeum und absolvierte den zehnklassigen Gesamtkursus. Nach privatem Unterricht in Musik und Klavier nahm sie ein Studium im Fach Klavier bei der Diplomlehrerin Margarete Schmidt-Garlot am Konservatorium in Leipzig auf, wechselte dann aber an das hallische Riemann-Seminar des Musikers Kurt Compes de la Porte (1868–1942).
1910 begann Hedwig Nottebohm eine Ausbildung bei einem frühen Dalcroze-Schüler, beim Oberlehrer des Carola-Gymnasiums Leipzig Max Böthig. Zwei Jahre später ging sie nach Dresden-Hellerau, wo Émile Jaques-Dalcroze zu dieser Zeit noch wirkte. Aufgrund ihrer Vorkenntnisse und Fähigkeiten übersprang sie Ausbildungsteile und schloss die Schule im Juni 1914 mit dem großen Diplom für Gymnastik, Musik und Körperplastik ab. Das Zeugnis berechtigte sie unter anderem zum Unterricht an Konservatorien und Theatern. Noch während ihrer Ausbildung in Hellerau war sie zeitweise in Prag tätig. Ein größeres Engagement nach London musste sie aufgrund des Ersten Weltkrieges ablehnen.

## Tanz- und Gymnastikschule
Bereits ab 1915 richtete sie Kurse für rhythmische Gymnastik in Halle (Saale) ein. Hedwig Nottebohm sprach selbst davon, zu dieser Zeit die einzige Bewegungsschule in Deutschland unterhalten zu haben, nachdem Dalcroze Hellerau 1914 verlassen hatte und Mary Wigman ihre Schule in Dresden erst 1920 sowie Rudolf Laban in Hamburg erst 1922 gründeten. Schließlich erlangte sie 1919 die offizielle Genehmigung zur Gründung einer Privatschule und eröffnete ihr „Bewegungsinstitut“ in Halle (Saale), zunächst im Wohnhaus der Eltern in der Lafontainestraße 8, 1926 dann in Räumlichkeiten in Kleinschmieden 6 sowie ab März 1928 in der Fährstraße 1–2.
1927 waren von den 126 Schülern jeweils ein Drittel Schülerinnen und Schüler unter 14 Jahren, den Rest machten Jugendliche bis 21 Jahre sowie erwachsene Frauen und Männer aus. Für das Jahr 1931 wurde die stolze Zahl von 456 Schülerinnen und Schülern berichtet, was für entsprechende Einrichtungen eine enorme Anzahl darstellte. Insgesamt blieb der Männeranteil klein.
Von vornherein steuerte Nottebohm neben der Ausbildung von Gymnastik- und Bewegungslehrerinnen ein Breitenpublikum an. Dies unterschied ihre Unternehmungen später von einigen strikter auf den künstlerischen Tanz orientierten Bewegungsschulen. In Halle gab es von Beginn an neben der Fachausbildung, Studierendenkurse in Zusammenhang mit dem Universitätsinstitut für Leibesübungen und dem Deutschen Tonkünstler-Verband sowie Angebote für verschiedene Schulen, Vereine und Organisationen. Sehr wichtig war zudem das Zielpublikum der vorwiegend bürgerlichen Familien, die ihre Kinder ab dem vierten Lebensjahr zur Bewegungsschule schickten. Nicht zuletzt zeigt dies auch Nottebohms engere Orientierung an die hallische Frauenbewegung. Dabei ging es ihr weniger um eine Kanonbildung des Ausdruckstanzes, sondern um die Verbesserung der Erziehung und eine freie Entfaltung der schöpferischen Kräfte ihrer Schülerinnen. Dies vermittelt sie auch in einem ihrer wenigen eigenen Beiträge „Über künstlerische Körpererziehung“. 1927 wurde der Schule zwar der Status der „Nottebohm-Schule für Rhythmik mit anschließendem Seminar“ erteilt, dennoch wurde ihr jedoch die Bezeichnung als „staatlich anerkanntes Seminar“ verweigert.

## Künstlerisches Wirken
Ihren ersten künstlerischen Soloauftritt absolvierte Hedwig Nottebohm spätestens 1919. Nachdem sie Dresden-Hellerau verlassen hatte, wurden solche Einzelauftritte zunächst wohl bestimmender. Ganz ähnlich agierte auch Mary Wigman. Frühe Auftritte erfolgten im Februar 1920 am Braunschweigischen Landestheater unter dem Titel „Plastische Musik und Tänze“. In den ersten beiden Jahren standen Berlin, Dresden, Hannover, Lübeck, Leipzig und Braunschweig neben Halle auf dem Programm. Noch 1925 fanden solche auf die Methode konzentrierten Solotänze statt, wie etwa das Programm „Symphonische Tänze“ am Alten Theater in Leipzig zeigt.  Wichtige Stücke für diese Solo-Auftritte waren etwa die „Josephslegende“ (erstmals wohl in Leipzig 1922), „Impromtu“ oder ihre „Grotesken“.  Dennoch integrierte sich Hedwig Nottebohm zunehmend auch in größere Aufführungen, wirkte in Ensembles mit bzw. übernahm Rollen innerhalb solcher Aufführungen. So etwa im Stück „Das Wandbild“ von Ferruccio Busoni, das am 2. Januar 1921 im Stadttheater Halle in einer Vertonung von Othmar Schöck uraufgeführt wurde. Gemeinsame Auftritte mit Schülerinnen der eigenen Bewegungsschule erfolgten ab 1922.
Hervorgehoben an ihrem Werk wurde vor allem die gute Verbindung von Theorie und Praxis, die sorgfältige Konzentration sowohl auf Atem- und Bewegungstechniken, Gesang und Gehör sowie das Rhythmusgefühl und die Improvisation. Unter Leitung von Nottebohm wirkten ihre Bewegungschöre unter anderem in Beethovens „Prometheus“ (1922), Orpheus und Eurydike (1924), im „Sturm“ von Shakespeare (1925) und in Julius Caesar (1929) mit.
Nach eigenem Urteil stellte sie damit unter Beweis, dass es möglich war, nach der Musik von Beethoven oder Bach zu tanzen. Die Aufführung von „Acis und Galatea“ (1926) unter Trennung von Sing- und Bewegungschor und dem Versuch der bewegungsmäßigen Umsetzung des Pastorals stieß bereits im Vorfeld auf Kritik – etwa durch Rudolf Steglich (1886–1976). Er warnte in Vorträgen vor einer Verknüpfung von Oratorien und Theater.
Neben den Theateraufführungen standen Auftritte in der GeSoLei (Ausstellung für Gesundheitspflege, soziale Fürsorge und Leibesübungen) 1926 in Düsseldorf oder im Abendprogramm des Dritten Kongresses für Ästhetik und Kunstwissenschaft des Reichsverbandes der deutschen Tonkünstler und Musiklehrer am 26. Februar 1927 in Halle.

## Künstlerische und persönliche Bedeutung
In die Geschichte ist Hedwig Nottebohm als Protagonistin des androgynen Tanzes eingegangen. In dieser Perspektive haben sie viele moderne Darstellungen anschließend an Fritz Giese (1890–1935) wahrgenommen. Giese stellte sie in eine Reihe mit Toni Birkmeyer (1897–1973) und Joachim von Seewitz (1891–1966).  Hedwig Nottebohm war das weibliche Pendant dazu. Sie repräsentierte die Frau in einem Männerkörper, trat jedoch sowohl in Männer- wie Frauenrollen auf. Damit vertrat sie überdies am eigenen Körper inszeniert den Gegenbeweis zu Rollenkonzepten des sich allmählich ausformenden Geschlechterkonzepts späterer Nationalsozialisten wie etwa des Gynäkologen Hugo Sellheim (1871–1936). Für letzteren war Geschlecht klar durch die biologische Rolle der Frau und damit als Mutter festgeschrieben. Die Berufstätigkeit führte nach seinen Positionen direkt zu einer Vermännlichung. Hedwig Nottebohm lebte ein völlig anderes Leben. Als androgynes Wesen demonstrierte sie, dass sich Leistung, Beruf und Arbeit in gleicher Weise durch Frauen realisieren und sich männlich und weibliches Prinzip miteinander verschmelzen ließen. Ihr Schaffen und Wirken, ihre – durch die Nachbarschaft der Tanzschule zu einer SA-Truppe auch ganz persönlich ausgelebte – Abscheu vor Gewalt und Militarismus sowie die politische Haltung ihrer gesamten Familie brachte sie nach 1933 in Konflikte mit den Nationalsozialisten.

## Wirken in Schweden
Sie schloss 1937 schließlich die Schule in Halle (Saale) gänzlich, nachdem sie schon zuvor längere Zeiten immer wieder in Schweden weilte. Bereits durch ihr Wirken im Rahmen der Gymnastikschule in Dresden-Hellerau besaß Hedwig Nottebohm internationale Kontakte, besonders zur schwedischen Schule des Ausdruckstanzes. Neben Edith von Goette (1886–1976) traf sie dort wohl auf die Schwedin Anna Behle (1876–1966) und Jean Börlin. In Schweden eröffnete sie gemeinsam mit Edith von Goette eine Gymnastik- und Rhythmik-Schule zunächst in Stockholm und später in Göteborg. Offenbar erweiterten die beiden Rhythmik-Lehrerinnen dort ihr Repertoire zunehmend um Ansätze der Heil- und Bewegungsgymnastik, die insgesamt die schwedischen Ansätze prägten.

## Schrift
- Hedwig Nottebohm, Über künstlerische Körpererziehung, in: Elfriede Freudel: Rhythmik. Theorie und Praxis der körperlich-musikalischen Erziehung, München 1926, S. 57–63.